# Nathalie Granger
Nathalie Granger es una película dramática francesa de 1972 dirigida por Marguerite Duras. 

## Argumento
Una bonita casa al final de un parque, en los Yvelines. Una vez que su marido y sus hijos se han ido, Isabelle está allí sola con su amiga y las horas pasan lentamente. Le preocupa la violencia que muestra su hija Nathalie en la escuela, pero no soporta la idea de enviarla a un internado.

## Reparto
- Lucia Bosé como Isabelle
- Jeanne Moreau como Otra mujer
- Gérard Depardieu como comercial
- Luce Garcia-Ville como Profesor
- Valerie Mascolo como Nathalie Granger
- Nathalie Bourgeois como Laurence
- Dionys Mascolo como Granger